# Hôtel Lavernette
L'hôtel de Lavernette est un hôtel particulier situé à Besançon dans le département du Doubs.
Les façades et les toitures, l'escalier avec sa rampe et sa cage, le grand salon, la chambre à alcôve et la chambre jouxtant celle-ci au premier étage font l’objet d’une inscription au titre des monuments historiques depuis le 18 octobre 1979.

## Localisation
L'édifice est situé au 3 rue du lycée dans le quartier de la Boucle de Besançon.

## Histoire
L'hôtel été construit entre 1789 et 1792 par l'architecte Claude-Antoine Colombot pour le comte Abel-Michel Bernard de La Vernette Saint-Maurice.
En 1883, l'hôtel est revendu à la famille l'imprimeur bisontin Jacquin et les actuels propriétaires l'achète en 1975.
Construit en 1789, ce qui en fait la dernière construction de ce type à Besançon au seuil de la Révolution, ce superbe hôtel bisontin signé par Claude-Antoine Colombot, l’un des plus talentueux architectes du XVIIIe siècle comtois, a été, jusqu’à sa vente récente en décembre 2019, la propriété de seulement trois familles successives qui l’ont remarquablement entretenu et ont su conserver intacts les décors extérieurs et intérieurs. De plus, la construction et l’ensemble des décors sont particulièrement bien documentés en raison de très nombreuses pièces d’archives conservées par les archives départementales du Doubs et les archives municipales de Besançon.
Le 6 février 1782, le comte Abel-Michel Bernard de La Vernette Saint-Maurice (1748‑1801) épouse Augustine de Chappuis de Rosières (1762-1827). Né à Mâcon, le comte est chevalier, capitaine au régiment d’Orléans, lieutenant des maréchaux de France. Son épouse Augustine est, quant à elle, la fille de François-Gabriel de Chappuis de Rosières (1736-1814), président à mortier au Parlement de Besançon et de Jeanne-Claude de Cordemoy (1744-1823), dame d’Oricourt.
En mai 1789, le président de Rosières fait appel à l'architecte néoclassique bisontin Claude-Antoine Colombot pour des travaux de transformations et d’embellissements de son hôtel situé sur l’actuelle place Pasteur à Besançon.
Parallèlement, il cède à sa fille et à son gendre une demeure familiale du XVIIe siècle, située rue du Collège à Besançon, afin celle-ci puisse être reconstruite et les travaux de l’hôtel aristocratique sont également confiés à C.-A. Colombot.
La demande de permis de construire est présentée par le comte en avril 1789 et les travaux de construction puis de décoration sont menés jusqu’à la fin de l’année 1792.
Le chantier est particulièrement bien documenté par un assez riche fonds d’archives déposées par la famille de Lavernette aux archives départementales du Doubs complété par des photographies de dessins de C.-A. Colombot et de son bureau pour l’architecture extérieure et intérieure de la demeure. Il est ainsi possible de suivre le chantier pas à pas et de pouvoir suivre le travail de chaque artiste.

## Architecture

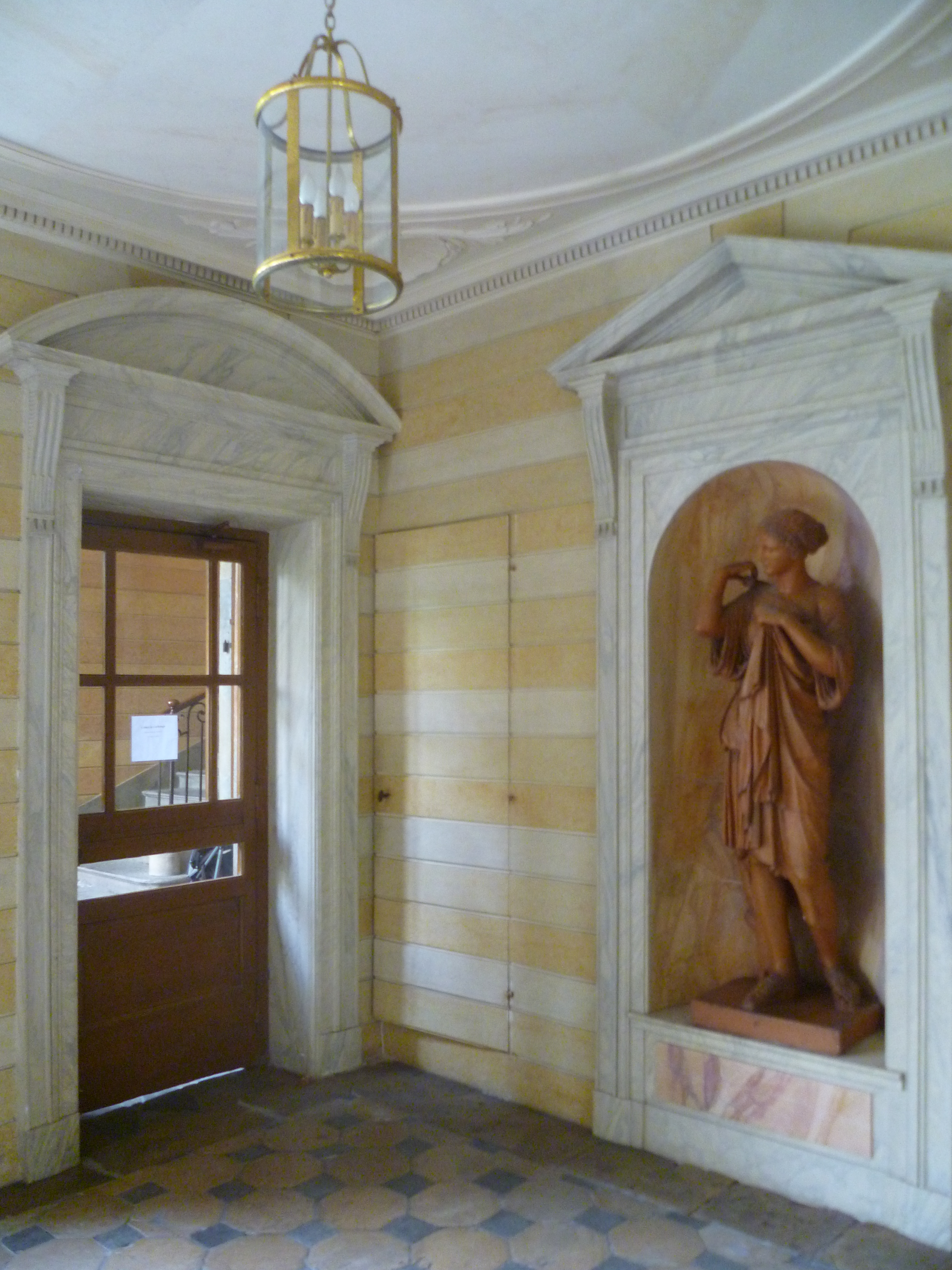
Vestibule

Il s’agit d’un hôtel aristocratique construit sur rue avec une cour à l’arrière, typologie d’hôtel la plus courante à Besançon au XVIIIe siècle.
La façade sur la rue, large de sept travées, s’élève sur trois niveaux dont le bel étage particulièrement soigné par l’architecte : les trois travées axiales,  en avant-corps, se distinguent par l’emploi de frontons alternés ainsi que par un puissant balcon à balustres.
L’allée cochère présente de délicates baies serliennes construite en vis-à-vis l’une de l’autre dont celle de droite qui donne accès à un vestibule lui-même conduisant à l’escalier d’honneur. Les oculi de ces baies serliennes sont ornés de bustes en terre‑cuite mis en place dès l’origine et qui incarnent les quatre saisons ainsi que les quatre âges de la vie.
La grande sobriété des façades de la cour est rompue par la présence de quatre tables rectangulaires en stuc qui présentent notamment les initiales du couple constructeur et mettent en valeur deux oculi, l’un réel et l’autre feint, placés en vis-à-vis. Ces décors sont l’œuvre du stucateur d’origine piémontaise Joseph-Marcel Marca et son atelier.
Le grand escalier est traité en bossages autrefois peints à l’imitation du marbre blanc. Si ceux-ci ont été repeints à la fin du XIXe siècle dans les tons ocre, les chambranles des portes conservent en revanche la polychromie d’origine tandis que les plafonds et les consoles garde le témoignage de la blancheur initiale.
Rectangulaires, les dessus-de-porte du rez-de-chaussée sont sculptés dans le stuc par J.‑M. Marca. Ils présentent de puissantes guirlandes fruits et de légumes parmi lesquels se distingue un tubercule de pomme de terre alors récemment mis à l’honneur par Parmentier à l’occasion d’un concours organisé par l’Académie des Sciences, Belles‑Lettres et Arts de Besançon. 
Ceux du bel étage sont cintrés et sculptés dans le bois. Ils présentent des trépieds delphiques d’Apollon complétés de rinceaux d’acanthes qui dialoguent avec ceux, en stuc, des panneaux de la cour d’honneur.

### Décors intérieurs
Les intérieurs de l’hôtel sont restés presque intégralement intacts depuis la construction. Seules de petites transformations sont à signaler comme la construction, à la fin des années 1970, d’un escalier intérieur qui relie le premier au second étage sur la rue ou encore l’ouverture de l’alcôve de l’ancienne chambre de Madame de Lavernette vers le dégagement et l’ancien boudoir de Madame.
Il convient de signaler que les boiseries de certaines pièces : le grand salon du bel étage et la chambre de Monsieur au second niveau sont documentés par les photographies des dessins de l’architecte tandis que les décors et les ornements sculptés sont aisés à attribuer en raison de la précision des factures également conservées.
La demeure possède encore l’intégralité de ses huisseries d’origine (les poignées des espagnolettes des fenêtres du grand salon, en forme de lyre, sont particulièrement élégantes) ainsi que les parquets dont certains sont des réemplois de la précédente demeure du XVIIe siècle (dans l’antichambre-salle à manger de l’étage noble). Certaines des cheminées datent de la fin de l’ancien Régime comme, par exemple, l’une de celles des chambres du second étage qui présente une frise « à bâtons rompus », signature de l’architecte Antoine Colombot. Au cœur de l’aile gauche sur la cour d’honneur, un bel escalier de service conçu sur un plan elliptique dessert chacun des niveaux. 
Les éléments de décors les plus remarquables sont ceux du grand salon, de la chambre de Madame au bel étage, celui de la chambre de Monsieur au second ainsi que le décor du trumeau d’une petite pièce en entresol située dans l’aile gauche sur la cour d’honneur.
Dans le grand salon, les trois portes fenêtres, cintrées, dialoguent avec leurs pendants en vis-à-vis. La chambre de Madame présente un plafond aux décors de stuc délicatement sculptés parmi lesquels on distingue des branches de fleurs de pavot entrelacées. Ces fleurs de pavots figurent également comme complément des consoles qui marquent la niche de l’ancienne alcôve tandis que des branches de roses au naturel s’entrecroisent au sommet du trumeau du miroir. Les murs de la chambre de Madame de La Vernette sont revêtus de la toile d’Aix, aux décors blancs sur fond rouge, commandée par le décorateur Serge Royaux en 1966 pour la chambre du Général et de Madame de Gaulle dans l’appartement présidentiel privé de Trianon sous Bois au Grand Trianon de Versailles.
La chambre de Monsieur, située au second au droit de celle de son épouse, est de plan circulaire, forme qu’affectionnait l’architecte. Ainsi, des portes fenêtres vitrées permettent de diffuser la lumière de la rue tout en donnant sa forme à la pièce.
La particularité du trumeau de la petite chambre entresolée est de présenter un miroir circulaire dont le diamètre et l’emplacement correspondent très exactement à la fenêtre en oculus qui lui fait face. De plus, cette fenêtre conserve son astucieux système de fermeture d’origine.